# Georges Tate
Georges Tate (ur. 26 lutego 1943, zm. 5 czerwca 2009) – francuski historyk, bizantynolog. 

## Życiorys
Był profesorem historii starożytnej i archeologii na Uniwersytecie Versailles-Saint-Quentin-en-Yvelinem, dyrektorem Misji Archeologicznej w Syrii Północnej.

## Wybrane publikacje
- L'Orient des croisades, coll. „Découvertes Gallimard” (nº 129), Paris 1991.
  - Orient w czasach wypraw krzyżowych, seria „Krajobrazy Cywilizacji”, Wrocław 1996
- Les Croisés en Orient, Paris 1993.
- La Grèce antique, Paris 2000.
- Justinien. L'épopée de l'Empire d'Orient (527-565), Paris 2004.

## Przekłady w języku polskim
- Orient w czasach wypraw krzyżowych, Krajobrazy Cywilizacji, przeł. Maja i Adam Pawłowscy, Wrocław: Wydawnictwo Dolnośląskie 1996.
- Syro-Palestyna [w:] Cesarstwo Wschodniorzymskie 330-641, pod red. Cécile Morisson, przeł. Andrzej Graboń, Kraków: Wydawnictwo WAM 2007, s. 429-462.